# Фероїчний перехід
Фероїчний перехід (англ. ferroic transition, рос. ферроический переход) — загальний термін для фероеластичних, фероелектричних, антифероелектричних, феромагнітних, антиферомагнітних та феримагнітних переходів, в яких відповідна рушійна сила перетворює фероїчний кристал з одного орієнтаційного стану чи стану доменів у інший. 